# 法明頓鎮區 (愛荷華州錫達縣)
法明頓鎮區（英語：Farmington Township）是位於美國愛荷華州錫達縣的一個行政鎮區。

## 地方資料
根據2010年美國人口普查的數據，法明頓鎮區的面積為93.95平方千米，當中陸地面積為93.95平方千米，而水域面積為0.00平方千米。當地共有人口2739人，而人口密度為每平方千米29.15人。